# Diopsis furcata
Diopsis furcata är en tvåvingeart som beskrevs av Macquart 1846. Diopsis furcata ingår i släktet Diopsis och familjen Diopsidae. Inga underarter finns listade i Catalogue of Life.